# Daniele Braidot
Daniele Braidot, né le 29 mai 1991 à Gorizia, est un coureur cycliste italien, spécialiste du VTT cross-country et du cyclo-cross.
Son frère jumeau Luca est également coureur cycliste.

## Palmarès en VTT

### Championnats du monde
- Saalfelden 2012
  -  Médaillé de bronze du cross-country espoirs
- Pietermaritzburg 2013
  - 9e du cross-country espoirs
- Vallnord 2015
  - 14e du cross-country
- Cairns 2017
  - 27e du cross-country
- Lenzerheide 2018
  - 9e du cross-country
- Mont Sainte-Anne 2019
  - 17e du cross-country
- Leogang 2020
  - 18e du cross-country
- Val di Sole 2021
  - 10e du cross-country short track
- Les Gets 2022
  - 9e du cross-country short track

### Coupe du monde
- Coupe du monde de cross-country espoirs[1]
  - 2012 : 7e du classement général
  - 2013 : 11e du classement général

- Coupe du monde de cross-country[1]
  - 2014 : 44e du classement général
  - 2015 : 46e du classement général
  - 2016 : 42e du classement général
  - 2017 : 35e du classement général
  - 2021 : 25e du classement général
  - 2022 : 41e du classement général
  - 2023 : 18e du classement général
  - 2024 : 30e du classement général

- Coupe du monde de cross-country short track
  - 2023 : 19e du classement général
  - 2024 : 28e du classement général

### Championnats d'Europe
- 2012
  - 8e du cross-country
- 2017
  - 4e du cross-country
- 2019
  - 6e du cross-country

### Championnats nationaux
- 2009
  - 3e du cross-country juniors
- 2013
  - 3e du cross-country espoirs
- 2014
  - 3e du cross-country eliminator
- 2015
  - 2e du cross-country
- 2016
  -  Champion d'Italie de cross-country
- 2018
  - 3e du cross-country
- 2019
  - 2e du cross-country

## Palmarès en cyclo-cross
- 2008-2009
  -  Champion d'Italie de cyclo-cross juniors
  - 8e du championnat du monde de cyclo-cross juniors
- 2011-2012
  - 2e du championnat d'Italie de cyclo-cross espoirs
- 2012-2013
  - 2e du championnat d'Italie de cyclo-cross espoirs
- 2017-2018
  - 2e du championnat d'Italie de cyclo-cross
- 2018-2019
  - 3e du championnat d'Italie de cyclo-cross